# Max Vogrich
Max Wilhelm Carl Vogrich (* 24. Januar 1852 in Hermannstadt, Siebenbürgen im Kaisertum Österreich; † 10. Juni 1916 in New York) war ein österreichischer Pianist und Komponist.

## Leben
Als Wunderkind war er im Alter von 14 Jahren ein gefeierter Pianist. Er studierte in Leipzig bei Carl Reinecke, Hans Richter, Moritz Hauptmann, Wenzel und Ignaz Moscheles. Er vollendete seine Studien 1869. Von 1870 bis 1878 unternahm er Konzertreisen durch ganz Kontinentaleuropa, Südamerika und die Vereinigten Staaten. Von 1882 bis 1886 unternahm er Konzertreisen nach Australien und unterrichtete dort. Anschließend ging er nach New York, wo er bis zu seinem Tode lebte.

## Werke
Seine Werke umfassen die Opern Vanda (1875), Lanzelot (1890), King Arthur (1893), und Buddha (1904), ein Oratorium: The Captivity (1891). Ferner die Kantate: The Young King and the Sheperdess sowie The Diver. Verschiedene Messen, Sinfonien, Violinen- und Klavierkonzerte sowie Sonaten.
Er schrieb weiterhin Duette, Lieder und Kammermusik.